# Butch Lee
Pour les articles homonymes, voir Butch.
Ne doit pas être confondu avec Bruce Lee.
Butch Lee, né le 5 décembre 1956 à Hattiesburg, est joueur de basket-ball américain.

## Biographie
Il évolue en colleges avec les Marquette Golden Eagles de l'université Marquette. En 1977, lors de sa troisième saison avec cette équipe, il parvient en finale du championnat NCAA, face aux de North Carolina Tar Heels. Son équipe s'impose sur le score de 67 à 59. Il est par ailleurs désigné meilleur joueur du Final Four. Il obtient de nombreuses récompenses individuelles : il fait partie de la Consensus All-America Teams, équipe désignée à partir des équipes All-America établies par différents médias, terminant également Consensus Player of the Year. Il est également désigné Associated Press College Basketball Player of the Year et reçoit le Naismith College Player of the Year et le Trophée Adolph Rupp en 1978 .
Durant son cursus universitaire, il évolue avec l'équipe de Porto Rico. Avec celle-ci, il dispute les jeux olympiques de 1976 à Montréal. Il évolue lors de quatre rencontres lors du premier tour, réussissant son meilleur total de points face aux États-Unis en inscrivant 35 points. Son équipe termine finalement neuvième de ce tournoi olympique.
À l'issue de sa quatrième année à Marquette, il est sélectionné en dixième position lors de la Draft 1974 de la NBA par les Hawks d'Atlanta, devenant le premier portoricain à être recruté dans une Draft de la NBA. Il devient ensuite le premier portoricain à joueur dans cette ligue. C'est avec cette franchise d'Atlanta qu'il fait ses débuts, disputant quarante-neuf rencontres avant de rejoindre les Cavaliers de Cleveland lors d'un échange. Il dispute la fin de saison avec ceux-ci, puis seulement trois matchs du début de la saison suivante en raison d'une blessure. En février, il rejoint les Lakers de Los Angeles, dans un échange impliquant également James Worthy. Il dispute onze rencontres de saisons régulières, puis trois matchs de playoffs. Sa participation à l'un des matchs des finales NBA lui permet d'être officiellement reconnu comme champion NBA. Les Lakers s'imposent face aux Sixers de Philadelphie sur le score de quatre à deux.
Il évolue ensuite dans le championnat de Porto Rico, obtenant le titre de champion en 1985 avec les Atléticos de San Germán.
Après sa carrière de joueur, il connait également une carrière d'entraîneur.